# هانس هوفمان (عسكري)
هانس هوفمان (بالألمانية: Hans Hoffmann)‏ هو عسكري ألماني، ولد في 2 ديسمبر 1919 في الهند.